# فريق الاستجابة للطوارئ المجتمعية
يمكن أن يشير فريق الاستجابة للطوارئ المجتمعية في الولايات المتحدة الأمريكية (سي إي آر تي) إلى:
- برنامج من خمسة برامج فدرالية مُنشأة في إطار فيلق المواطنين.
- تطبيق لبرنامج سي إي آر تي الوطني الخاص بالوكالة الفدرالية لإدارة الطوارئ (إف إي إم إيه)، تديره وكالة محلية راعية، والذي يوفر إطار عمل موحد للتدريب والتنفيذ لأفراد المجتمع.
- منظمة للمتطوعين في حالات في الطوارئ، ممن تلقوا تدريبات خاصة في المهارات الأساسية للاستجابة للكوارث، وممن يوافقون على دعم المستجيبين للطوارئ في حالة وقوع كارثة كبرى.

تُسمّى هذه البرامج والمؤسسات في بعض الأحيان بأسماء مختلفة، مثل فريق الاستجابة لطوارئ الحي (إن إي آر تي)، أو فريق طوارئ الحي (إن إي تي).
المعاونون المدنيون مفهوم مشابه للدفاع المدني العريق. يعتبر مفهوم سي إي آر تي مختلفًا، لأنه يتضمن حالات الطوارئ غير العسكرية، ويُنسَّق مع جميع مستويات السلطات المعنية بالطوارئ، ابتداء بالمحلية وصولا إلى الوطنية، من خلال نظام شامل للسيطرة على الحوادث.

## المنظّمة
غالبا ما ترعى وكالة حكومية محلية فريق سي إي آر تي، وتكون غالبًا إدارة مطافئ أو قسم شرطة أو وكالة إدارة الطوارئ، وذلك ضمن حدود ولايتها. تنسّق الوكالة الراعية مع أعضاء سي إي آر تي وتوفدهم، وقد تدربهم أو تشرف عليهم. توظّف العديد من الوكالات الراعية موظف خدمات اجتماعية بدوام كامل، كحلقة وصل مع أعضاء سي إي آر تي. يكون حلقة الوصل في بعض المجتمعات متطوعًا وعضوًا في سي إي آر تي.
تتشكل سي إي آر تي بتدريب الأشخاص وموافقتهم على الانخراط في مساعي الاستجابة للطوارئ في المجتمع. قد تُفضي الجهود الأولية إلى فريق يضم بضعة أعضاء فقط من جميع أنحاء المجتمع. ويمكن بازدياد عدد الأعضاء، أن يُقسَّم الفريق ذو نطاق المجتمع المحلي نفسه. تُنظّم فرق سي إي آر تي المتعددة بتسلسل هرمي بما يتفق مع مبادئ آي سي إس، ويتّبع هذا مبدأ نظام السيطرة على الحوادث (آي سي إس) لنطاق المراقبة، حتى يتحقق التوزيع المثالي: تشكيل فريق أو أكثر في كل حي في المجتمع. يمكن تشكيل فريق المراهقين للاستجابة للطوارئ ( تين سي إي آر تي)، أو فريق الطلبة للاستجابة للطوارئ (إس إي آر تي) من أي مجموعة من المراهقين. يتشكل فريق المراهقين للاستجابة للطوارئ، كنادي مدرسي أو مؤسسة خدمات، أو طاقم مغامرة، أو مركز استكشاف، ومن الممكن إضافة التدريب إلى منهاج التخرج في المدرسة. تشكّل بعض فرق سي إي آر تي نادي أو شركة خدمات، وتُعيّن متطوعين ليدرِّبوا نيابة عن الوكالة الراعية، ويقلل ذلك من عبء الموارد المالية والبشرية على الوكالة الراعية.
تقوم فرق سي إي آر تي عند عدم الاستجابة للكوارث أو حالات الطوارئ الكبيرة بـ:
- جمع الأموال لمعدات الاستجابة للطوارئ في مجتمعهم.
- توفير الإسعافات الأولية أو مكافحة الشغب أو غيرها من الخدمات في المناسبات المجتمعية.
- عقد اجتماعات التخطيط أو التدريب أو التوظيف.
- إجراء تمارين الاستجابة للكوارث أو المشاركة فيها.

تستخدم بعض الوكالات الراعية منحًا من الولايات والحكومة الفدرالية لشراء أدوات ومعدات الاستجابة لأعضائها وفرقها (خاضعة لقيود قانون ستافورد). تكتسب معظم فرق سي إي آر تي إمدادات وأدوات ومعدات خاصة بها. تدرك فرق سي إي آر تي الاحتياجات المحددة لمجتمعهم انطلاقا من كونهم أعضاء في المجتمع، وتُجّهز الفرق وفقا لذلك.